# Crassula lactea
Crassula lactea es una especie de planta perenne perteneciente a la familia Crassulaceae. Es originaria de Sudáfrica. Florece en invierno con flores blancas.

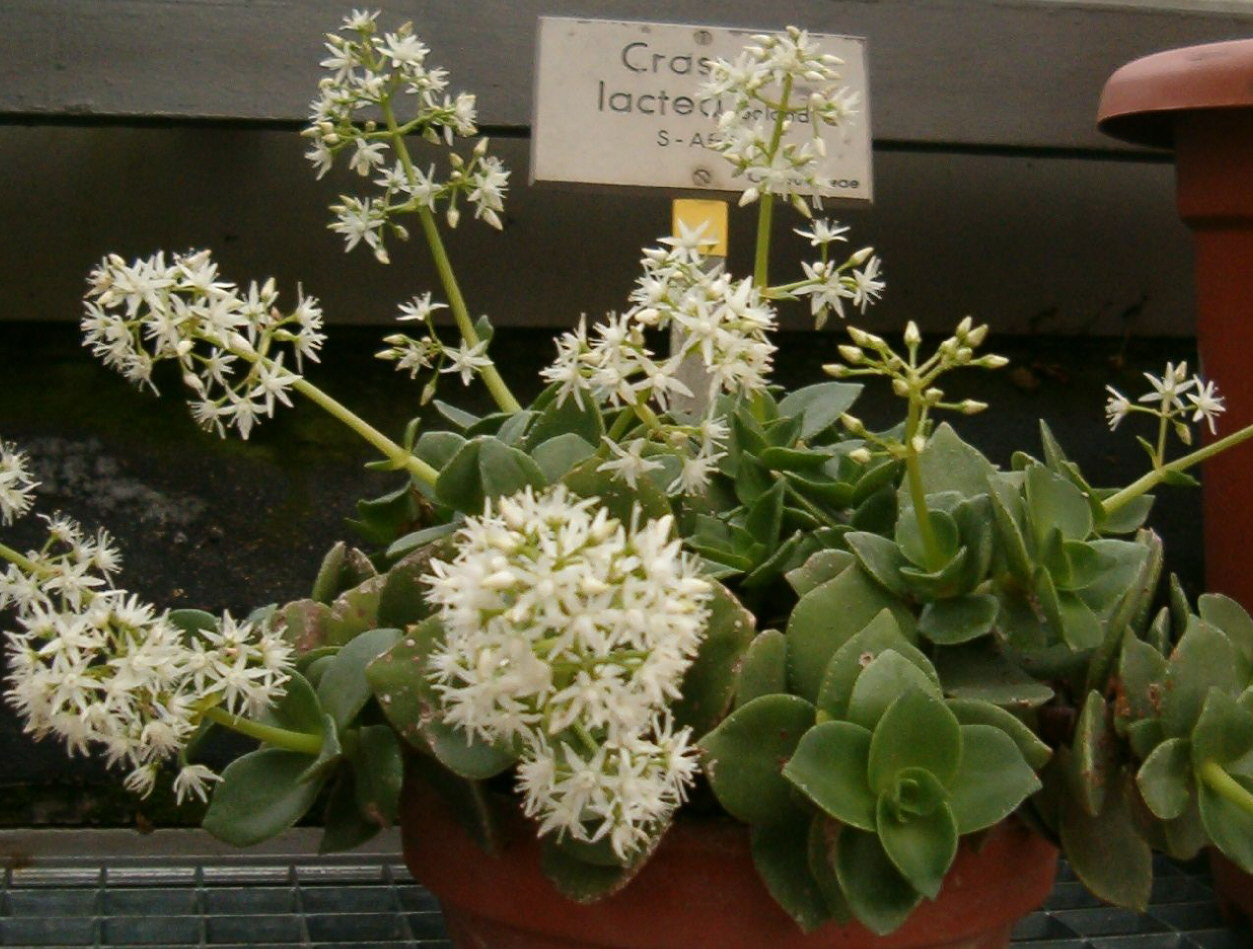
Inflorescencia

## Descripción
Es una planta perenne con forma de arbusto enano con hojas suculentas y hábitos litofita que alcanza un tamaño de 0.4 m de altura, a una altitud de 50 - 800 metros en Sudáfrica.

## Taxonomía
Crassula lactea fue descrita por William Aiton y publicado en Hortus Kewensis; or, a catalogue... 1: 496. 1789.
Etimología
Crassula: nombre genérico que deriva del término latino crassus que significa grueso y se refiere a que las especies tienen hojas suculentas.
lactea: epíteto latino que significa "lechosa".